# Marest-Dampcourt

Marest-Dampcourt este o comună în departamentul Ain, Franța. În 1 ianuarie 2022 avea o populație de 342 de locuitori.